# Hilbesheim
Hilbesheim – miejscowość i gmina we Francji, w regionie Grand Est, w departamencie Mozela.
Według danych na rok 1990 gminę zamieszkiwały 472 osoby, a gęstość zaludnienia wynosiła 63 osoby/km² (wśród 2335 gmin Lotaryngii Hilbesheim plasuje się na 609. miejscu pod względem liczby ludności, natomiast pod względem powierzchni na miejscu 791.).